# 小行星3727
小行星3727（英語：3727 Maxhell）是一颗围绕太阳公转的小行星。1981年8月7日，安東寧·姆爾科斯在克列特发现了此天体。
这颗小行星的绝对星等为157.09141等。